# Nobuyuki Satō (lekkoatleta)
Nobuyuki Satō (jap. 佐藤信之 Satō Nobuyuki; ur. 8 sierpnia 1972 w Kariyi) – japoński lekkoatleta specjalizujący się w biegach długodystansowych, uczestnik letnich igrzysk olimpijskich w Sydney (2000). 
W 1995 r. zajął 8. miejsce w rozegranych w Montbéliard mistrzostwach świata w półmaratonie. W 1998 r. zajął 2. miejsce w maratonie w Fukuoce. Największy sukces na arenie międzynarodowej odniósł w 1999 r. w Sewilli, zdobywając brązowy medal mistrzostw świata w biegu maratońskim. W 2000 r. uczestniczył w igrzyskach olimpijskich, zajmując w biegu maratońskim 41. miejsce.

## Rekordy życiowe
- bieg na 5000 metrów – 13:41,97 – Nobeoka 25/05/2002
- bieg na 10 000 metrów – 28:15,24 – Shizuoka 03/05/2003
- półmaraton – 1:03:11 – Rotterdam 19/04/1998
- bieg maratoński – 2:08:48 – Fukuoka 06/12/1998